# Marcus Simplicinius Genialis
Marcus Simplicinius Genialis war ein römischer Ritter im 3. Jahrhundert.
Er ist aus der Inschrift des sogenannten Augsburger Siegesaltars bekannt. Danach war Simplicinius Genialis, der den ritterlichen Rangtitel vir perfectissimus („hoch angesehener Mann“) führte, im Jahr 260 kommissarischer Statthalter für den eigentlichen senatorischen Amtsträger (agens vice praesidis) der Provinz Rätien. Am 24./25. April des Jahres besiegte er bei Augsburg eine Heerschar der Semnonen, die in das Reich eingedrungen waren, und errichtete im September des Jahres den Siegesaltar. Später, wohl nach dem Ende der Herrschaft des Gallischen Sonderreiches über Rätien, fiel Simplicinius Genialis vermutlich der Damnatio memoriae anheim, denn sein Name wurde vom Siegesaltar getilgt. Er stammte vielleicht aus der Provinz Germania inferior.